# 坎帕門托 (洪都拉斯)

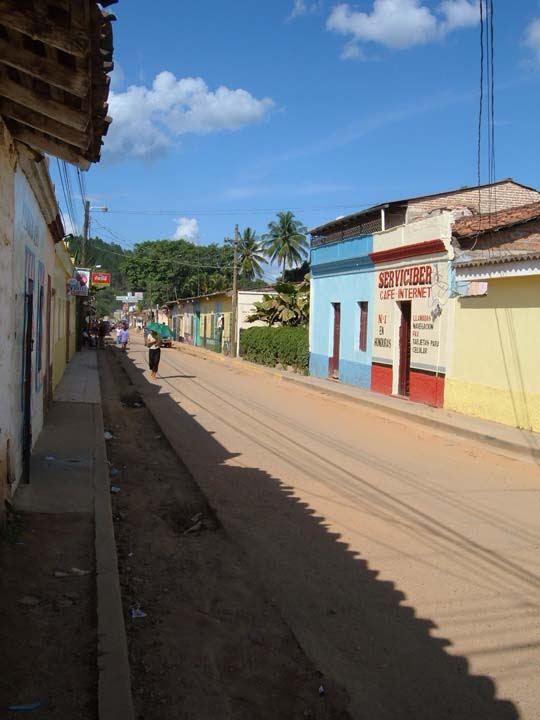
坎帕門托

坎帕門托（Campamento）是洪都拉斯的城市，位於該國中部，由奧蘭喬省負責管轄，始建於1835年，面積391平方公里，海拔高度717米，主要經濟活動有木材業和漁業，2001年人口14,774。